# Tortoreta camagroga
La tortoreta camagroga (Uropelia campestris) és una espècie d'ocell de la família dels colúmbids (Columbidae) i única espècie del gènere Uropelia. Habita pastures i sabanes de Sud-amèrica, al nord de Bolívia i nord-est i centre del Brasil.